# Gina Torres
Gina Torres (Nova Iorque, 25 de abril de 1969) é uma atriz norte-americana mais conhecida pelos seus papéis nas séries Firefly, como Zoe Washburne, e Alias, como Anna Espinosa, por sua participação em The Vampire Diaries como Bree amiga de Damon Salvatore, na série Suits como Jessica Pearson e na quarta temporada de Revenge como Natalie.

## Filmografia

### Filmes
| Ano  | Título                               | Papel            | Notas           |
| ---- | ------------------------------------ | ---------------- | --------------- |
| 1996 | Bed of Roses                         | Francine         |                 |
| 2003 | The Matrix Reloaded                  | Cas              |                 |
| 2003 | The Matrix Revolutions               | Cas              |                 |
| 2004 | Hair Show                            | Marcella         |                 |
| 2005 | Fair Game                            | Stacey           |                 |
| 2005 | Serenity                             | Zoe Washburne    |                 |
| 2006 | Jam                                  | Lilac            |                 |
| 2006 | Five Fingers                         | Aicha            |                 |
| 2007 | I Think I Love My Wife               | Brenda Cooper    |                 |
| 2007 | South of Pico                        | Carla Silva      |                 |
| 2009 | Don't Let Me Drown                   | Diana            |                 |
| 2010 | Justice League: Crisis on Two Earths | Superwoman (voz) | Direct-to-video |
| 2013 | Mr. Sophistication                   | Janice Waters    |                 |
| 2019 | Selah and the Spades]'               | Maybelle Summers |                 |
| 2019 | Dispel                               | Celeste Skygoode | Short film      |

### Televisão
| Ano       | Título                           | Papel                     | Notas                                              |
| --------- | -------------------------------- | ------------------------- | -------------------------------------------------- |
| 1992      | Unnatural Pursuits               | Silken                    | Episódio: "I Don't Do Cuddles"                     |
| 1992–1995 | Law & Order                      | Laura Elkin / Charlene    | 2 episódios                                        |
| 1994      | M.A.N.T.I.S.                     | Dr. Amy Ellis             | Filme televisivo                                   |
| 1995–1996 | One Life to Live                 | Magdalena / Nell          | 17 episódios                                       |
| 1996      | Dark Angel                       | LaMayne                   | Filme televisivo                                   |
| 1997      | Profiler                         | Michelle Brubaker         | Episódio: "FTX: Field Training Exercise"           |
| 1997      | The Gregory Hines Show           | Jeanette                  | Episódio: "Flirting with Disaster"                 |
| 1997      | Xena: Warrior Princess           | Cleopatra                 | Episódio: "The King of Assassins"                  |
| 1997–1999 | Hercules: The Legendary Journeys | Nebula / Beth Hymson      | 9 episódios                                        |
| 1998      | La Femme Nikita                  | Jenna Vogler              | Episódio: "Open Heart"                             |
| 2000–2001 | Cleopatra 2525                   | Helen "Hel" Carter        | Papel principal; 28 episódios                      |
| 2001–2006 | Alias                            | Anna Espinosa             | 6 episódios                                        |
| 2001–2002 | Any Day Now                      | Stacy Trenton             | 7 episódios                                        |
| 2002–2003 | Firefly                          | Zoe Washburne             | Papel principal; 14 episódios                      |
| 2003      | The Agency                       | Dacia Banga               | Episódio: "Absolute Bastard"                       |
| 2003      | Angel                            | Jasmine                   | 5 episódios                                        |
| 2003      | The Law and Mr. Lee              | Vicki Lee                 | Filme televisivo                                   |
| 2003      | The Guardian                     | Sadie Harper              | 2 episódios                                        |
| 2004      | CSI: Crime Scene Investigation   | Warden Hutton             | Episódio: "XX"                                     |
| 2004      | 24                               | Julia Milliken            | 7 episódios                                        |
| 2004      | Gramercy Park                    | Mrs. Hammond              | Filme televisivo                                   |
| 2004–2006 | Justice League Unlimited         | Vixen / Mari McCabe (voz) | 5 episódios                                        |
| 2005      | Soccer Moms                      | Jamie Cane                | Filme televisivo                                   |
| 2006      | The Shield                       | Sadie Kavanaugh           | 2 episódios                                        |
| 2006      | Without a Trace                  | Tyra Hughes               | Episódio: "More Than This"                         |
| 2006–2007 | Standoff                         | Cheryl Carrera            | Papel principal; 18 episódios                      |
| 2007–2009 | Dirty Sexy Money                 | Princess Ama              | 2 episódios                                        |
| 2008      | Boston Legal                     | A.D.A. Mary Franklin      | Episódio: "The Gods Must Be Crazy"                 |
| 2008      | Bones                            | Dr. Toni Ezralow          | Episódio: "The Bone That Blew"                     |
| 2008      | Criminal Minds                   | Det. Thea Salinas         | Episódio: "Normal"                                 |
| 2008–2009 | Eli Stone                        | Attorney Miller           | 2 episódios                                        |
| 2009      | The Unit                         | Sgt. Natasha Andrews      | Episódio: "Best Laid Plans"                        |
| 2009      | Applause for Miss E              | Maggie                    | Filme televisivo                                   |
| 2009      | Pushing Daisies                  | Lila Robinson             | Episódio: "Water & Power"                          |
| 2009      | Drop Dead Diva                   | Diana Hall                | Episódio: "Make Me a Match"                        |
| 2009      | FlashForward                     | Felicia Wedeck            | 2 episódios                                        |
| 2009      | Washington Field                 | SA Jackie Palmer          | Filme televisivo                                   |
| 2009      | Gossip Girl                      | Gabriela Abrams           | 2 episódios                                        |
| 2010      | The Vampire Diaries              | Bree                      | Episódio: "Bloodlines"                             |
| 2010      | The Boondocks                    | Ebony Brown (voz)         | Episódio: "Lovely Ebony Brown"                     |
| 2010      | Huge                             | Dorothy Rand              | Papel principal; 10 episódios                      |
| 2011–2013 | Transformers: Prime              | Airachnid (voz)           | 12 episódios                                       |
| 2011–2018 | Suits                            | Jessica Pearson           | Papel principal; 94 episódios                      |
| 2013      | Castle                           | Penelope Foster           | Episódio: "Reality Star Struck"                    |
| 2013–2015 | Hannibal                         | Phyllis "Bella" Crawford  | 5 episódios                                        |
| 2015      | Con Man                          | Grace                     | Episode: "Voiced Over"                             |
| 2015      | Revenge                          | Natalie Waters            | 3 episódios                                        |
| 2015–2018 | Star Wars Rebels                 | Ketsu Onyo (voz)          | 4 episódios                                        |
| 2016      | The Death of Eva Sofia Valdez    | Eva Sofia Valdez          | Filme televisivo                                   |
| 2016–2020 | Westworld                        | Lauren                    | 4 episódios                                        |
| 2017      | The Catch                        | Justine Diaz              | 10 episódios                                       |
| 2017      | Level Up Norge                   | Ikora Rey (voz)           | Episode: "Level Update #45"                        |
| 2017      | Claws                            | Sally Bates               | Episódio: "Fallout"                                |
| 2017      | Star Wars Forces of Destiny      | Ketsu Onyo (voz)          | 2 episódios                                        |
| 2018      | Final Space                      | Várias vozes              | 7 episódios                                        |
| 2018      | Angie Tribeca                    | Gillian Kayhill           | Episódio: "Behind the Scandalabra"                 |
| 2019      | A Black Lady Sketch Show         | CIA Supervisor            | Episódio: "Angela Basset Is the Baddest Bitch"     |
| 2019      | Pearson                          | Jessica Pearson           | Papel principal; produtora executiva; 10 episódios |
| 2019      | Tangled: The Series              | Queen of Ingvarr (voz)    | Episode: "Beginnings"                              |
| 2019–2020 | Elena of Avalor                  | Chatana (voz)             | 2 episódios                                        |
| 2019      | Riverdale                        | Mrs. Burble               | Episódio: "Chapter Sixty-Five: In Treatment"       |
| 2020      | The Brides                       | Cleo Phillips             | Papel principal; piloto                            |
| 2021-2025 | 9-1-1: Lone Star                 | Tommy Vega                | Papel principal (2º Temporada)                     |

### Video games
| Ano  | Título                         | Papel                        |
| ---- | ------------------------------ | ---------------------------- |
| 2005 | The Matrix Online              | Niobe                        |
| 2011 | DC Universe Online             | Wonder Woman                 |
| 2012 | Transformers: Prime – The Game | Airachnid                    |
| 2012 | Lichdom: Battlemage            | 12 Age Dragon                |
| 2014 | Destiny                        | Ikora Rey                    |
| 2015 | Destiny: The Taken King        | Ikora Rey                    |
| 2017 | Destiny 2                      | Ikora Rey / Warlock Vanguard |
| 2018 | Destiny 2: Forsaken            | Ikora Rey / Warlock Vanguard |
| 2018 | Lego DC Super-Villains         | Superwoman                   |
| 2019 | Destiny 2: Shadowkeep          | Ikora Rey / Warlock Vanguard |

### Teatro
| Ano  | Título                                 | Papel          | Local                 |
| ---- | -------------------------------------- | -------------- | --------------------- |
| 1993 | Face Value                             | Marci Williams | Cort Theatre          |
| 1994 | The Best Little Whorehouse Goes Public | Terri Clark    | Lunt-Fontanne Theatre |

## Video games
| Year | Title                          | Role                 |
| ---- | ------------------------------ | -------------------- |
| 2005 | The Matrix Online              | Niobe (voice)        |
| 2011 | DC Universe Online             | Wonder Woman (voice) |
| 2012 | Transformers: Prime – The Game | Airachnid (voice)    |
| 2014 | Destiny                        | Ikora Rey[17]        |

## Teatro
| Year | Title                                  | Role           |
| ---- | -------------------------------------- | -------------- |
| 1993 | Face Value                             | Marci Williams |
| 1994 | The Best Little Whorehouse Goes Public | Terri Clark    |